# ACM 국제 대학생 프로그래밍 대회
ACM 국제 대학생 프로그래밍 대회(ACM International Collegiate Programming Contest, ACM-ICPC)는 매년 전세계 대학생들이 참가하여 실력을 겨루는 국제 컴퓨터 프로그래밍 대회이다. IBM이 후원하는 이 대회는 베일러 대학교에 본부를 두고 있으며, 자체적으로 운영되는 6개 지역별 지부가 있다. 운영을 총괄하는 사무총장은 베일러 대학교의 윌리엄 푸처(William B. Poucher) 교수이고, ACM의 후원 하에 대회가 진행된다.

## 역사
ICPC의 시초는 1970년 입실론 파이 엡실론(UPE) 컴퓨터 과학 명예 협회(Computer Science Honor Society)의 주관 하에 텍사스 A&M 대학교에서 열렸던 초기 대회로 거슬러 올라 간다. 이 대회가 1977년에 현재와 같이 지역예선과 본선, 결선 등의 단계로 구성된 형태로 발전하였으며, 당시 열렸던 최초의 결선은 ACM 컴퓨터 과학 학회와 합동으로 치러졌다.
1977년부터 1989년까지 대회 참가팀은 주로 미국과 캐나다 출신의 학생들이었다. 1989년부터 본부가 베일러 대학교에 위치했으며, 세계 각 지역 대학들에 지부가 설립되었고, ACM이 대회를 후원한다. 업계의 많은 기업들의 후원을 받는 이 대회는 2005년 기준으로 84개국의 대학생들이 참가하는 세계적인 대회로 성장하였다.
1997년 IBM이 대회를 후원하기 시작하면서 대회 참가자 수가 급격히 증가하기 시작하였다. 1997년에는 560개 대학에서 840개 팀이 참가하였다. 2007년에는 1,821개 대학에서 6,700개 팀이 참가하였다. 참가팀의 수는 매년 10~20%씩 증가하고 있으며, 앞으로도 더욱 많은 팀이 참가할 것으로 예상된다.
ICPC의 결선은 ACM-ICPC 월드 파이널이라 불리며, 세계 각지에서 4일 동안 진행되고 UPE가 각 지역 우승자들에게 시상한다. 최근 대회에서 세계 우승자 팀은 ACM 시상식에서 해당 팀의 모국 정부 수반으로부터 상을 수여 받았다.

## 우승팀
| 우승 횟수 | 국가   | 학교                             | 최근 우승 |
| --------- | ------ | -------------------------------- | --------- |
| 5         | 러시아 | 상트페테르부르크 주립 공과대학교 | 2013      |
| 3         | 중국   | 상하이 자오퉁 대학교             | 2010      |
| 3         | 미국   | 스탠퍼드 대학교                  | 1991      |
| 2         | 폴란드 | 바르샤바 대학교                  | 2007      |
| 2         | 러시아 | 상트페테르부르크 대학교          | 2001      |
| 2         | 캐나다 | 워털루 대학교                    | 1999      |
| 2         | 미국   | 캘리포니아 공과대학교            | 1988      |
| 2         | 미국   | 워싱턴 대학교 세인트루이스       | 1980      |

| 연도 | 국가           | 학교                             |
| ---- | -------------- | -------------------------------- |
| 2013 | 러시아         | 상트페테르부르크 주립 공과대학교 |
| 2012 | 러시아         | 상트페테르부르크 주립 공과대학교 |
| 2011 | 중국           | 저장 대학교                      |
| 2010 | 중국           | 상하이 자오퉁 대학교             |
| 2009 | 러시아         | 상트페테르부르크 주립 공과대학교 |
| 2008 | 러시아         | 상트페테르부르크 주립 공과대학교 |
| 2007 | 폴란드         | 바르샤바 대학교                  |
| 2006 | 러시아         | Saratov State University         |
| 2005 | 중국           | 상하이 자오퉁 대학교             |
| 2004 | 러시아         | 상트페테르부르크 주립 공과대학교 |
| 2003 | 폴란드         | 바르샤바 대학교                  |
| 2002 | 중국           | 상하이 자오퉁 대학교             |
| 2001 | 러시아         | St. Petersburg State University  |
| 2000 | 러시아         | St. Petersburg State University  |
| 1999 | 캐나다         | 워털루 대학교                    |
| 1998 | 체코           | 카렐 대학교                      |
| 1997 | 미국           | Harvey Mudd College              |
| 1996 | 미국           | 캘리포니아 대학교 버클리         |
| 1995 | 독일           | 프라이부르크 대학교              |
| 1994 | 캐나다         | 워털루 대학교                    |
| 1993 | 미국           | 하버드 대학교                    |
| 1992 | 오스트레일리아 | 멜버른 대학교                    |
| 1991 | 미국           | 스탠퍼드 대학교                  |
| 1990 | 뉴질랜드       | 오타고 대학교                    |
| 1989 | 미국           | 캘리포니아 대학교 로스앤젤레스   |
| 1988 | 미국           | 캘리포니아 공과대학교            |
| 1987 | 미국           | 스탠퍼드 대학교                  |
| 1986 | 미국           | 캘리포니아 공과대학교            |
| 1985 | 미국           | 스탠퍼드 대학교                  |
| 1984 | 미국           | 존스 홉킨스 대학교               |
| 1983 | 미국           | 네브래스카 대학교                |
| 1982 | 미국           | 베일러 대학교                    |
| 1981 | 미국           | University of Missouri–Rolla     |
| 1980 | 미국           | 워싱턴 대학교 세인트루이스       |
| 1979 | 미국           | 워싱턴 대학교 세인트루이스       |
| 1978 | 미국           | 매사추세츠 공과대학교            |
| 1977 | 미국           | 미시간 주립 대학교               |

| 우승 횟수 | 국가           | 최근 우승 | 참가 횟수 |
| --------- | -------------- | --------- | --------- |
| 17        | 미국           | 1997      | 36        |
| 8         | 러시아         | 2013      |           |
| 4         | 중국           | 2011      |           |
| 2         | 폴란드         | 2007      |           |
| 2         | 캐나다         | 1999      |           |
| 1         | 체코           | 1998      |           |
| 1         | 독일           | 1995      |           |
| 1         | 오스트레일리아 | 1992      |           |
| 1         | 뉴질랜드       | 1990      |           |

## 같이 보기
- 국제 정보 올림피아드, 고교생들이 참가하는 동일한 성격의 대회
- 구글 코드 잼
- 페이스북 해커 컵
- ICFP 프로그래밍 대회
- 국제 문제 해결 대회

### 공식 웹사이트
- ACM-ICPC 공식 웹사이트 보관됨 2013-12-06 - 웨이백 머신 - 베일러 대학교에서 관리.

### ICPC 블로그
- ACMSolver - maintained by Ahmed Shamsul Arefin
- Igor's UVa - maintained by Igor Naverniouk  보관됨 2016-10-20 - 웨이백 머신
- Andrian Kurniady's ICPC event blog 보관됨 2013-12-14 - 웨이백 머신 - maintained by Andrian Kurniady
- Codeforces blogs

### ICPC 트레이닝
- Algorithmist - maintained by Algorithmist Team
- Steven Halim's Method to solve ACM UVa OJ Problems - maintained by Steven Halim
- The Stony Brook Algorithm Repository - maintained by Steven Skiena.
- Programming Challenges - maintained by Miguel Revilla
- Light Online Judge - maintained by Jane Alam Jan
- UVa Online Judge Board - maintained by Universidad de Valladolid Online Judge
- Caribbean training platform - maintained by the COJ Development Team (CDEVT)
- CodeChef - maintained by Directi Group